# Richard Bergh
Sven Richard Bergh (ur. 28 grudnia 1858, Sztokholmie, zm. 29 stycznia 1919, w Saltsjö-Storängen, w regionie Sztokholm) – szwedzki malarz, należący wspólnie z Karlem Nordströmem i Nilsem Kreugerem do ugrupowania Varbergsskolan (1893–1896). Malował głównie portrety i pejzaże. Poza działalnością malarską zajmował się pisaniem książek o sztuce i pracą pedagogiczną. W latach 1915–1919 był szefem Nationalmuseum.

## Życiorys
Sven Richard Bergh urodził się jako syn malarza-pejzażysty Johana Edvarda Bergha i Amandy Josefiny Amalii Helander. W latach 1886–1876 uczęszczał do szkoły realnej i gimnazjum Beskovska skolan. W 1877 roku został słuchaczem prywatnej szkoły malarskiej Edvarda Perséusa. W tym czasie poznał bliżej Karla Nordströma i Nilsa Kreugera; ich znajomość przekształciła później się długoletnią przyjaźń. W latach 1878–1881 Bergh studiował na Akademii Sztuk Pięknych w Sztokholmie. Latem 1881 roku wyjechał do Francji, zatrzymując się początkowo w Villerville, by jesienią osiąść w Paryżu. Tam został słuchaczem Akademii Colarossiego oraz uczniem Jean-Paula Laurensa. W Paryżu mieszkał do 1884 roku, spędzając sezony letnie między innymi w miasteczku Grez-sur-Loing. W 1883 roku był z Kreugerem w Katwijk w Holandii. W tym samym roku zadebiutował w paryskim Salonie otrzymując medal 3. klasy. Latem 1884 roku powrócił do Szwecji. 10 września 1885 roku ożenił się z Heleną Marią Klemming. Razem z Ernstem Josephsonem był komisarzem wystawy „Från Seines strand” otwartej 1 kwietnia 1885 roku. Jesienią 1886 roku został sekretarzem nowo powstałego związku artystów Konstnärsförbundet. Do lata 1887 roku przebywał we Francji, po czym powrócił do Szwecji osiedlając się w majątku Ösbyholm koło Norrtälje. Kolejne lata spędzał na przemian w Paryżu i Ösbyholm. W 1889 roku uczestniczył w prowadzonych przez Konstnärsförbundet przygotowaniach do prezentacji sztuki szwedzkiej w ramach wystawy światowej w Paryżu, gdzie za pokaz swoich prac otrzymał medal honorowy. Z powodu choroby żony oboje musieli powrócić do Szwecji. Żona artysty zmarła 25 czerwca 1889 roku mając 26 lat. 10 września 1890 roku Bergh ożenił się ponownie, z Gerdą Ingeborg Winkrans (zmarła 18 grudnia 1919 roku).
Później Bergh mieszkał głównie w Sztokholmie, z wyjątkiem okresu jesień 1893 – jesień 1896, kiedy mieszkał w Varberg, tworząc razem z Kreugerem i Nordströmem Szkołę z Valberg. Bergh jeszcze podczas pobytu we Francji zainteresował się literaturą spod znaku symbolizmu. W przedstawianiu otaczającej go rzeczywistości dążył do podkreślania tego, co niematerialne. Ten literacki symbolizm charakteryzował w przeważającej części jego twórczość w okresie istnienia Szkoły Varberg. Interesował się on w mniejszym stopniu, niż jego koledzy, malowaniem pejzaży, woląc zamiast tego malować naturalistycznie oddane postacie.
Po 1905 roku Berg zamieszkał w swej rodzinnej miejscowości pod Sztokholmem. W międzyczasie wyjeżdżał za granicę; lato 1890 i 1894 roku spędził w Norwegii, zimą 1897/1898 i w 1901 roku przebywał we Włoszech (w pierwszym wypadku z księciem Eugeniuszem), a w 1898 roku był w Holandii (razem z Kreugerem). W latach 1890–1893 i 1895–1897 pracował jako pedagog we własnym studio. w latach 1905–1908 pracował też (obok Kreugera i Nordströma) jako wykładowca w trzeciej szkole prowadzonej przez Konstnärsförbundet. 5 lutego 1915 roku został szefem Nationalmuseum. 31 października 1917 roku otrzymał tytuł doctor honoris causa w dziedzinie filozofii.

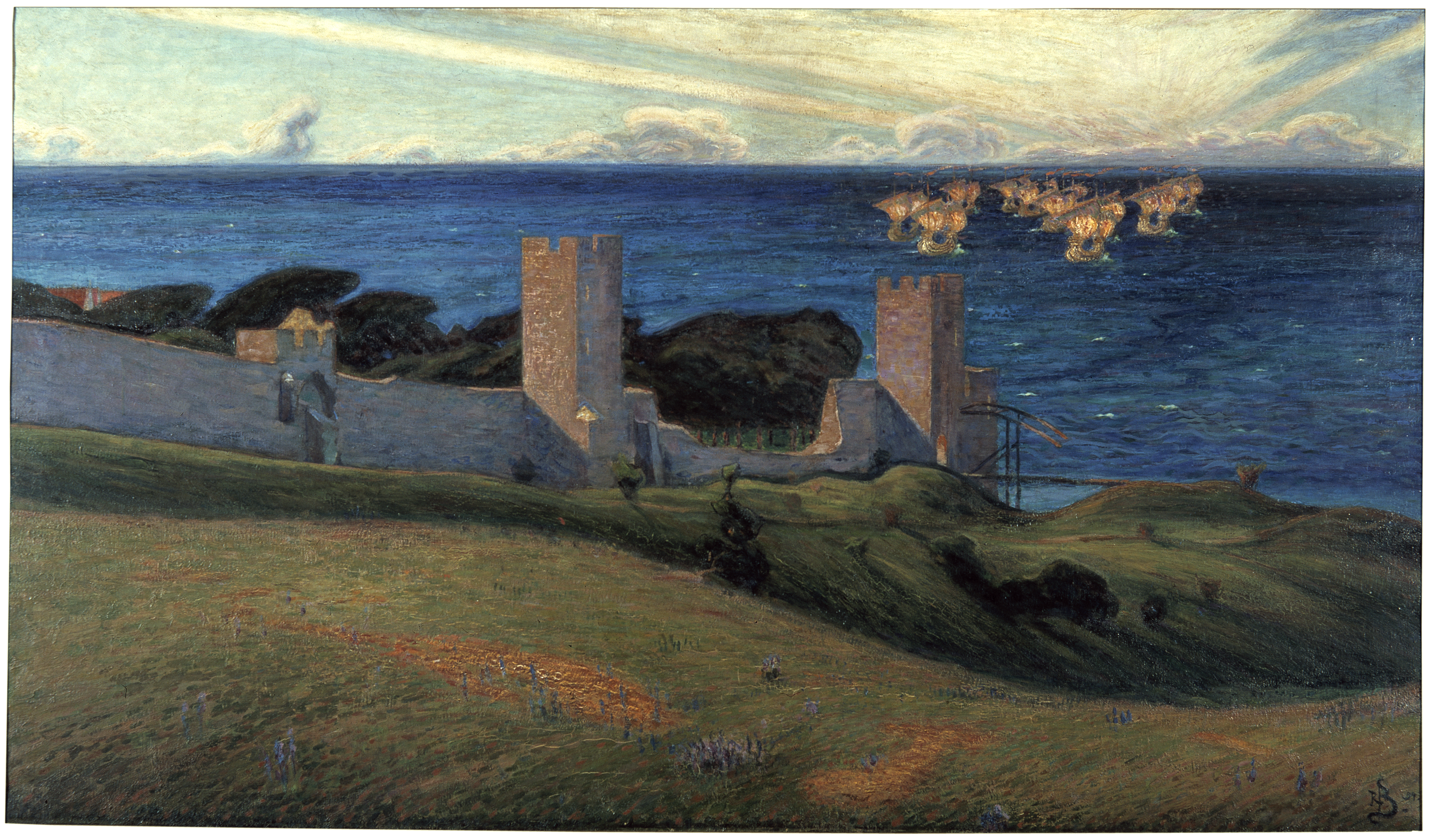
Wizja, motyw z Visby, 1892–1894, Nationalmuseum
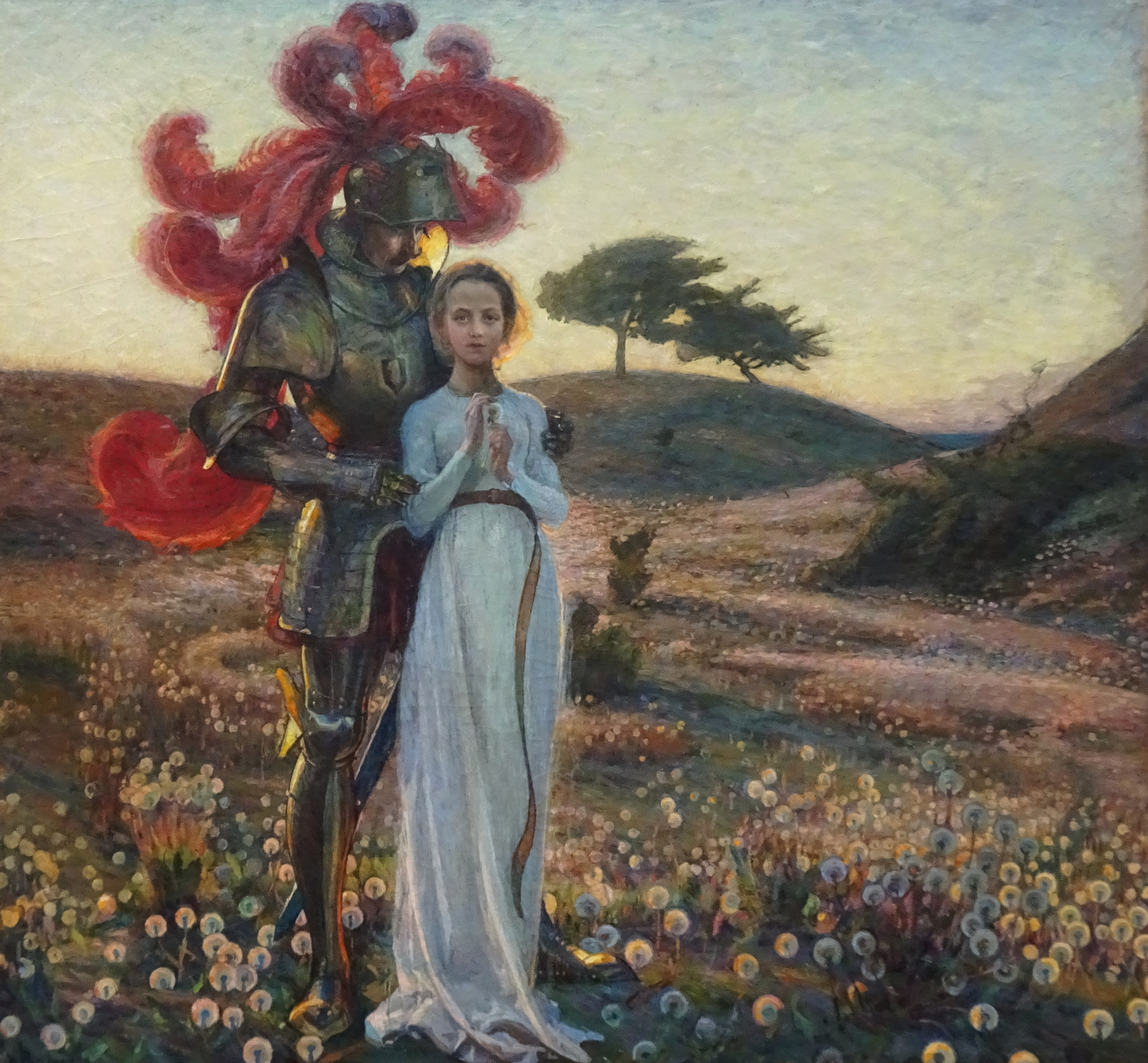
Rycerz i panna, 1897, Thielska Galleriet
Artystka Eva Bonnier, 1889, Nationalmuseum
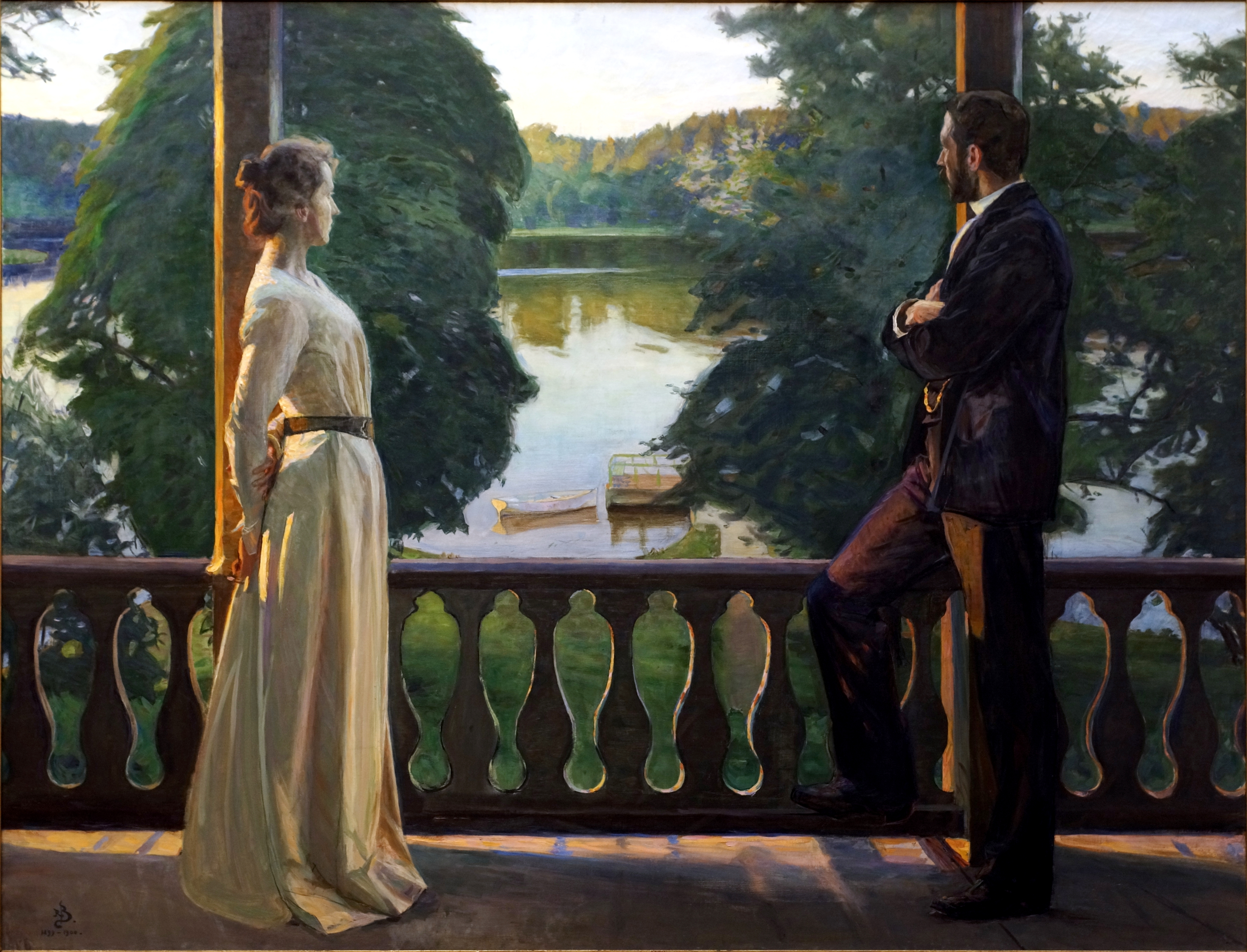
Skandynawski letni wieczór, 1889–1900, Göteborgs konstmuseum
Forteca Varberg, Nationalmuseum